# Habranthus
Habranthus eller Väpnarliljesläktet är ett släkte av amaryllisväxter,  som omfattar ca 30 arter från södra USA till Sydamerika. Alla har oliklånga ståndare som böjer sig uppåt. De liknar mycket arterna i sefyrliljesläktet (Zephyranthes), men dessa har liklånga ståndare.
Habranthus ingår i familjen amaryllisväxter.

## Bildgalleri

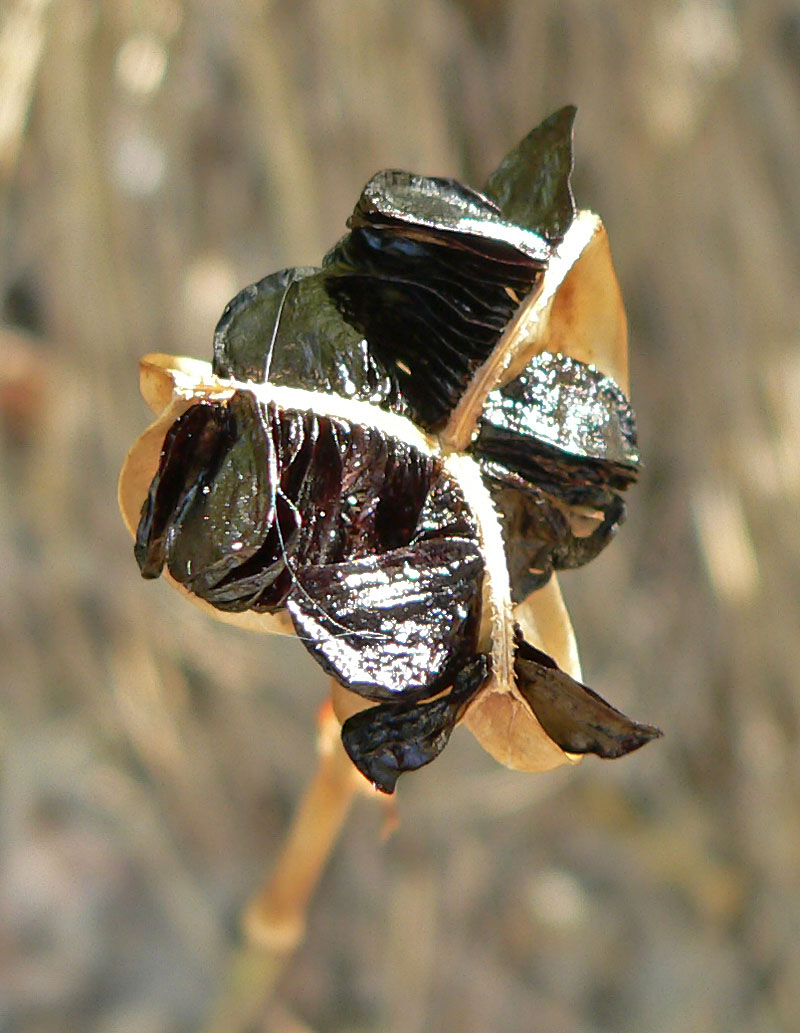
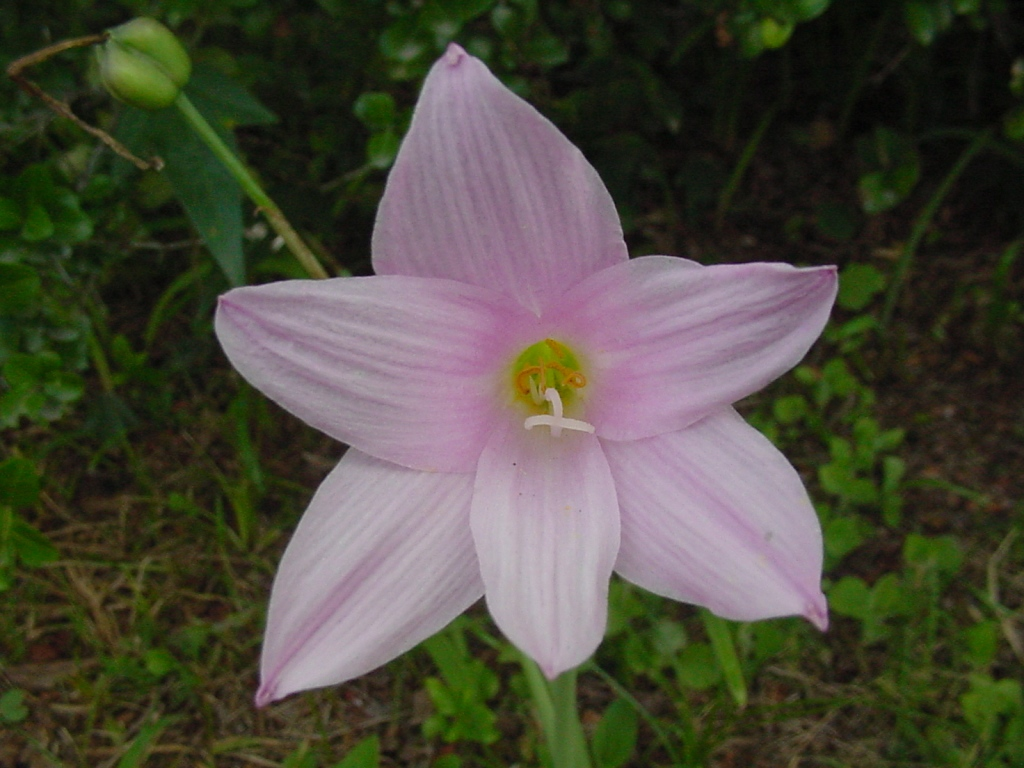
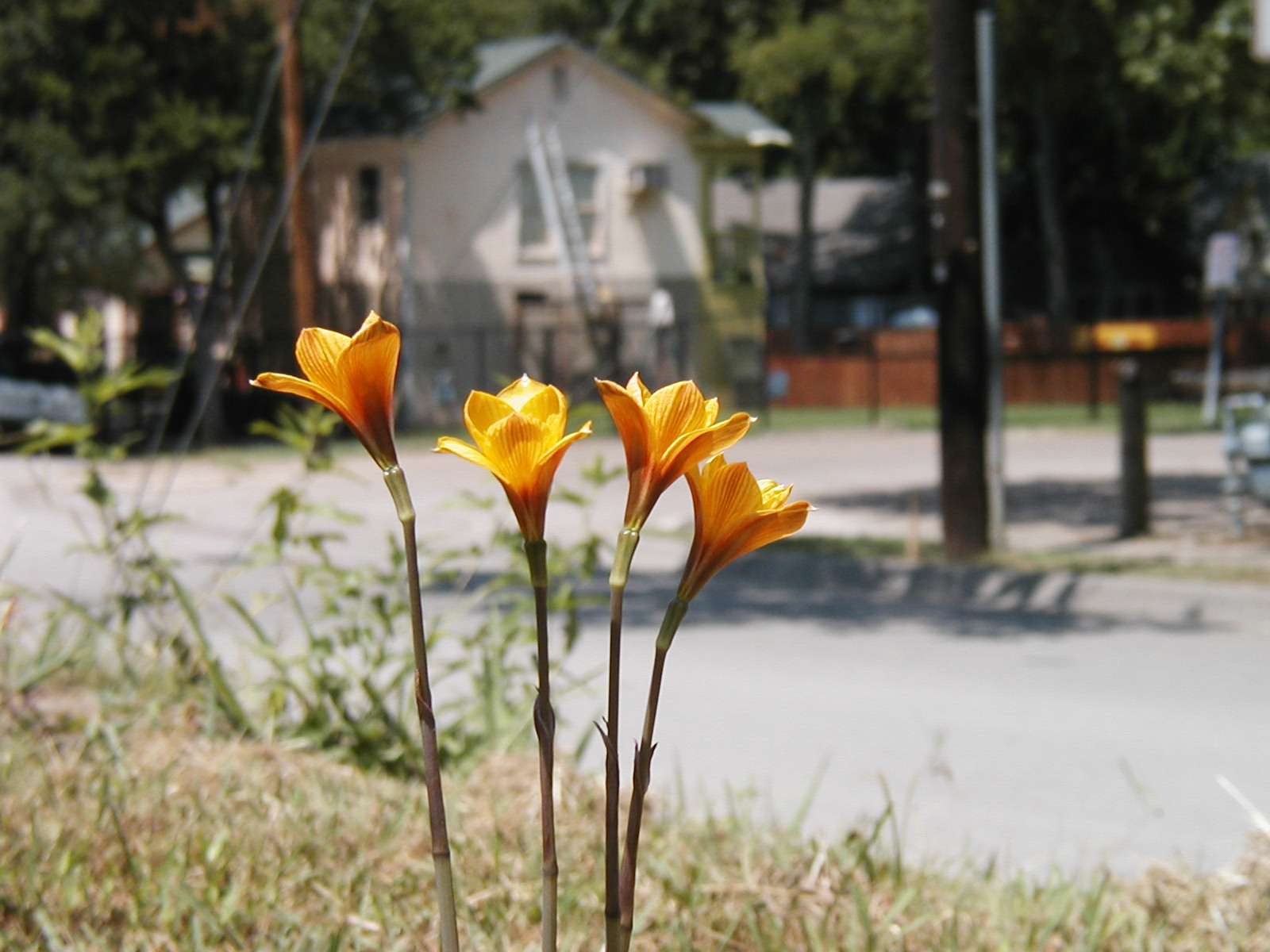

## Odling
Arterna odlas i väldränerad, näringsrik jord i stora krukor och får gärna stå tätt tillsammans. De planteras i februari med lökspetsen ovan jord. De behöver en ljus placering men skydd mot starkt solljus. Jorden bör hållas jämnt fuktig, men inte våt. Regelbunden näring bör ges under hela tillväxtperioden. De flesta arter vilar mer eller mindre helt torrt under vintern. Under tillväxtperioden är ca 20 °C en lämplig temperatur, under viloperioden 8–12 °C. Några arter tål tillfälligt några frostgrader. Förökas vanligen genom delning av bestånden.

## Dottertaxa tillHabranthus, i alfabetisk ordning[1]
- Habranthus albispiritus
- Habranthus amambaicus
- Habranthus andalgalensis
- Habranthus araguaiensis
- Habranthus arenicola
- Habranthus argentinus
- Habranthus auratus
- Habranthus bahiensis
- Habranthus barrosianus
- Habranthus botumirimensis
- Habranthus brachyandrus
- Habranthus caaguazuensis
- Habranthus caeruleus
- Habranthus calderensis
- Habranthus cardenasianus
- Habranthus carmineus
- Habranthus catamarcensis
- Habranthus chacoensis
- Habranthus chichimeca
- Habranthus concinnus
- Habranthus conzattii
- Habranthus cordobensis
- Habranthus correntinus
- Habranthus crassibulbus
- Habranthus datensis
- Habranthus duarteanus
- Habranthus erectus
- Habranthus estensis
- Habranthus gameleirensis
- Habranthus goianus
- Habranthus gracilifolius
- Habranthus guachipensis
- Habranthus immaculatus
- Habranthus irwinianus
- Habranthus ischihualastus
- Habranthus itaobinus
- Habranthus jamesonii
- Habranthus jujuyensis
- Habranthus lacteus
- Habranthus leonensis
- Habranthus leptandrus
- Habranthus longifolius
- Habranthus longipes
- Habranthus lucidus
- Habranthus maasii
- Habranthus magnoi
- Habranthus martinezii
- Habranthus matacus
- Habranthus medinae
- Habranthus mendocensis
- Habranthus mexicanus
- Habranthus microcarpus
- Habranthus millarensis
- Habranthus minor
- Habranthus neumannii
- Habranthus niveus
- Habranthus nullipes
- Habranthus oaxacanus
- Habranthus oltanus
- Habranthus oranensis
- Habranthus pantanalensis
- Habranthus pedunculosus
- Habranthus philadelphicus
- Habranthus pictus
- Habranthus quilmesianus
- Habranthus riojanus
- Habranthus robustus
- Habranthus ruber
- Habranthus ruizlealii
- Habranthus saipinensis
- Habranthus salinarum
- Habranthus saltensis
- Habranthus sanavirone
- Habranthus schulzianus
- Habranthus spectabilis
- Habranthus steyermarkii
- Habranthus sylvaticus
- Habranthus tepicensis
- Habranthus teretifolius
- Habranthus tubispathus
- Habranthus unifolius
- Habranthus venturianus
- Habranthus vittatus